# Beachhandball bei den World Beach Games
Beachhandball ist bei den World Beach Games seit der ersten Austragung 2019 Bestandteil des Programms der Multisportveranstaltung, der ersten selbst organisierten Sportveranstaltung der Vereinigung der Nationalen Olympischen Komitees (ANOC). Es qualifizieren sich hierfür derzeit sowohl beim Turnier der Frauen wie der Männer die jeweils fünf besten Mannschaften der voran gegangenen Weltmeisterschaften, zudem der jeweils beste Vertreter der sechs Kontinentalverbände, der sich noch nicht über die Weltmeisterschaften qualifiziert hatte, und die gastgebende Mannschaft.

## Frauen
| Jahr         | Gastgeber        |                                    | Finale                             | Finale                             | Finale                             |                                    | Kleines Finale                     | Kleines Finale                     | Kleines Finale |
| Jahr         | Gastgeber        | Gold                               | Resultat                           | Silber                             | Bronze                             | Resultat                           | Vierte                             |                                    |                |
| ------------ | ---------------- | ---------------------------------- | ---------------------------------- | ---------------------------------- | ---------------------------------- | ---------------------------------- | ---------------------------------- | ---------------------------------- | -------------- |
| 2019 Details | ar-Rayyan, Katar | Dänemark                           | 2:0                                | Ungarn                             | Brasilien                          | 2:0                                | Vietnam                            |                                    |                |
| 2023 Details | Bali, Indonesien | Veranstaltung kurzfristig abgesagt | Veranstaltung kurzfristig abgesagt | Veranstaltung kurzfristig abgesagt | Veranstaltung kurzfristig abgesagt | Veranstaltung kurzfristig abgesagt | Veranstaltung kurzfristig abgesagt | Veranstaltung kurzfristig abgesagt |                |
| 2025 Details |                  |                                    |                                    |                                    |                                    |                                    |                                    |                                    |                |

### Platzierungen der weiblichen Nationalmannschaften
| Nation             | 2019 | 2023 | 2025 |
| ------------------ | ---- | ---- | ---- |
| Argentinien        | 06   |      |      |
| Australien         | 11   |      |      |
| Brasilien          | 03   |      |      |
| China              | 09   |      |      |
| Dänemark           | 01   | 0Q   |      |
| Deutschland        | 0–   | 0Q   |      |
| Griechenland       | 07   | 0Q   |      |
| Indonesien         | 0–   | 0Q   |      |
| Niederlande        | 0–   | 0Q   |      |
| Polen              | 05   |      |      |
| Spanien            | 08   | 0Q   |      |
| Tunesien           | 12   |      |      |
| Ungarn             | 02   |      |      |
| Vereinigte Staaten | 10   |      |      |
| Vietnam            | 04   |      |      |
| Teilnehmerzahl     | 12   | 12   |      |

| Legende | Legende | Legende | Legende                                             |
| ------- | ------- | ------- | --------------------------------------------------- |
| 1       | 2       | 3       | Podest-Platzierungen                                |
| 4       | 4       | 4       | Halbfinalist                                        |
| 5 bis 8 | 5 bis 8 | 5 bis 8 | Viertelfinalisten                                   |
| T       | T       | T       | teilgenommen, aber keine Platzierungsspiele         |
| X       | X       | X       | Mannschaft zunächst gemeldet, aber nicht angetreten |

## Männer
| Jahr         | Gastgeber        |                                    | Finale                             | Finale                             | Finale                             |                                    | Kleines Finale                     | Kleines Finale                     | Kleines Finale |
| Jahr         | Gastgeber        | Gold                               | Resultat                           | Silber                             | Bronze                             | Resultat                           | Vierter                            |                                    |                |
| ------------ | ---------------- | ---------------------------------- | ---------------------------------- | ---------------------------------- | ---------------------------------- | ---------------------------------- | ---------------------------------- | ---------------------------------- | -------------- |
| 2019 Details | ar-Rayyan, Katar | Brasilien                          | 2:1                                | Spanien                            | Schweden                           | 2:1                                | Katar                              |                                    |                |
| 2023 Details | Bali, Indonesien | Veranstaltung kurzfristig abgesagt | Veranstaltung kurzfristig abgesagt | Veranstaltung kurzfristig abgesagt | Veranstaltung kurzfristig abgesagt | Veranstaltung kurzfristig abgesagt | Veranstaltung kurzfristig abgesagt | Veranstaltung kurzfristig abgesagt |                |
| 2025 Details |                  |                                    |                                    |                                    |                                    |                                    |                                    |                                    |                |

### Platzierungen der männlichen Nationalmannschaften
| Nation             | 2019 | 2023 | 2025 |
| ------------------ | ---- | ---- | ---- |
| Australien         | 08   |      |      |
| Brasilien          | 01   | 0Q   |      |
| Dänemark           | 07   | 0Q   |      |
| Griechenland       | 0–   | 0Q   |      |
| Indonesien         | 0–   | 0Q   |      |
| Katar              | 04   | 0Q   |      |
| Kroatien           | 05   | 0Q   |      |
| Oman               | 12   |      |      |
| Schweden           | 03   |      |      |
| Spanien            | 02   |      |      |
| Tunesien           | 09   |      |      |
| Ungarn             | 06   |      |      |
| Uruguay            | 10   |      |      |
| Vereinigte Staaten | 11   |      |      |
| Teilnehmerzahl     | 12   | 12   |      |

| Legende | Legende | Legende | Legende                                             |
| ------- | ------- | ------- | --------------------------------------------------- |
| 1       | 2       | 3       | Podest-Platzierungen                                |
| 4       | 4       | 4       | Halbfinalist                                        |
| 5 bis 8 | 5 bis 8 | 5 bis 8 | Viertelfinalisten                                   |
| T       | T       | T       | teilgenommen, aber keine Platzierungsspiele         |
| X       | X       | X       | Mannschaft zunächst gemeldet, aber nicht angetreten |

## Ranglisten
| 01 | Brasilien | – | – | 1 | 1 | 1 | – | – | 1 | 1 | – | 1 | 2 |
| 02 | Dänemark  | 1 | – | – | 1 | – | – | – | – | 1 | – | – | 1 |
| 03 | Ungarn    | – | 1 | – | 1 | – | – | – | – | – | 1 | – | 1 |
| 03 | Spanien   | – | – | – | – | – | 1 | – | 1 | – | 1 | – | 1 |
| 05 | Schweden  | – | – | – | – | – | – | 1 | 1 | – | – | 1 | 1 |